# Leptohyalis
Leptohyalis es un género de foraminífero bentónico considerado un sinónimo posterior de Leptohalysis de la subfamilia Nodosininae, de la familia Hormosinidae, de la superfamilia Hormosinoidea, del suborden Hormosinina y del orden Lituolida. Su especie tipo era Leptohyalis scotti. Su rango cronoestratigráfico abarcaba el Holoceno.

## Discusión
Clasificaciones previas incluían Leptohyalis en el suborden Textulariina del orden Textulariida o en el orden Lituolida sin diferenciar el suborden Hormosinina.

## Clasificación
Leptohyalis incluía a las siguientes especies:
- Leptohyalis scotti, aceptado como Leptohalysis scottii